# Ñeembucú
Le département de Ñeembucú (en espagnol : Departamento de Ñeembucú) est un des 17 départements du Paraguay. Son code ISO 3166-2 est PY-12.

## Géographie
Le département, situé au sud du pays, est limitrophe :
- au nord, du département Central ;
- au nord-est, du département de Paraguarí ;
- à l'est, du département de Misiones ;
- au sud, en Argentine, de la province de Corrientes ;
- au sud-ouest, en Argentine, de la province du Chaco ;

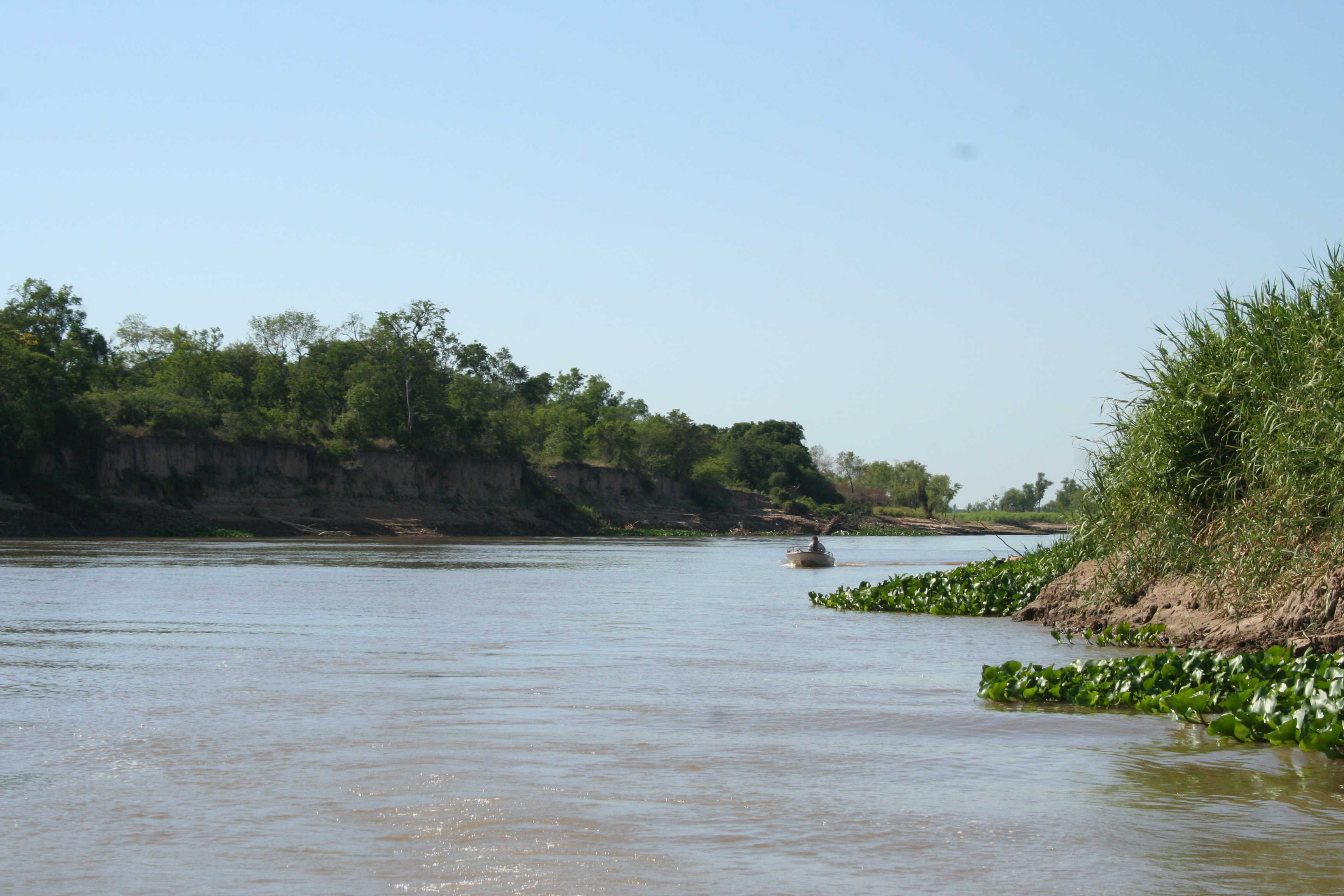
Patron Amarille

- à l'ouest, en Argentine, de la province de Formosa.

## Subdivisions
Le département est subdivisé en 16 districts :
- Alberdi (en)
- Cerrito
- Desmochados
- General José Eduvigis Díaz
- Guazú Cuá
- Humaitá
- Isla Umbú
- Laureles (en)
- Mayor José J. Martinez
- Paso de Patria
- Pilar
- San Juan Bautista del Ñeembucú
- Tacuaras
- Villa Franca
- Villalbín
- Villa Oliva